# بيانكا بينهيرو
بيانكا بينهيرو (بالبرتغالية: Bianca Pinheiro‏) هي فنانة قصص مصورة برازيلية، ولدت في 21 سبتمبر 1987 في ريو دي جانيرو في البرازيل.